# Церква Святих Апостолів
Церква Святих Апостолів або Санті Апостолі (італ. Santi Apostoli) — церква у Венеції, в районі Каннареджо на однойменній площі. Неподалік, на Гранд-каналі розташовується палац Ка-д'Оро.
Церква була споруджена в місці, де селилися перші жителі Венеції. Церква часто перебудовувалася, свій теперішній вигляд будівля церкви отримала в середині XVIII століття. Дзвіницю, що розташована поруч, було побудовано в 1672 році. Дзвіниця є однією з найвищих в місті.
Поряд з церквою знаходиться каплиця, побудована в ренесансному стилі спроєктовану Мауро Кодуччі. У каплиці знаходиться гробниця Мазко Корнера, роботи Тулліо Ломбардо.
Над вівтарем церкви знаходиться картина 1748 року, роботи Джованні Баттіста Тьєполо «Причастя Святої Лючії». У розписі церкви брав участь Фабіо Каналь.

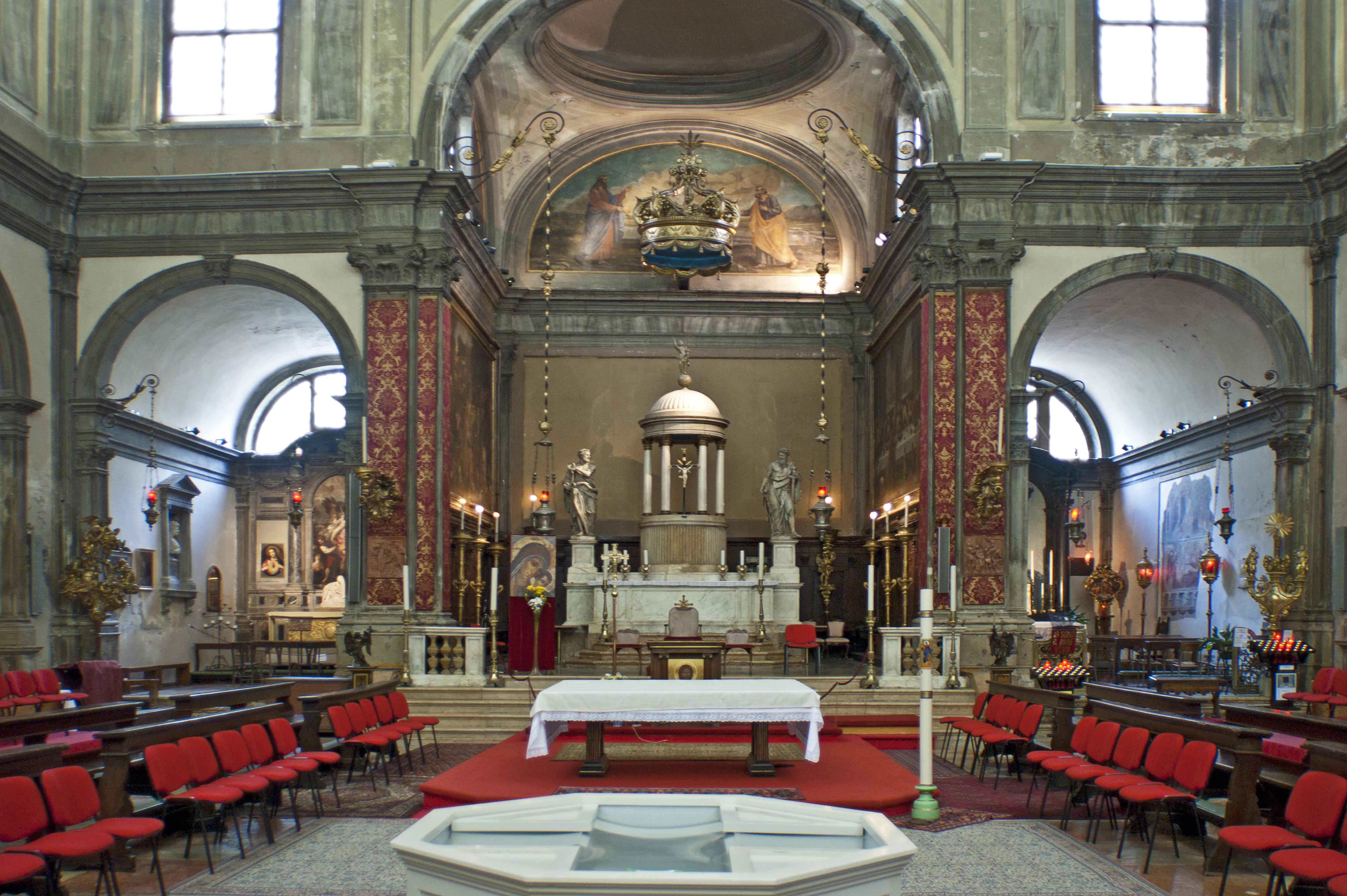
Інтер'єр
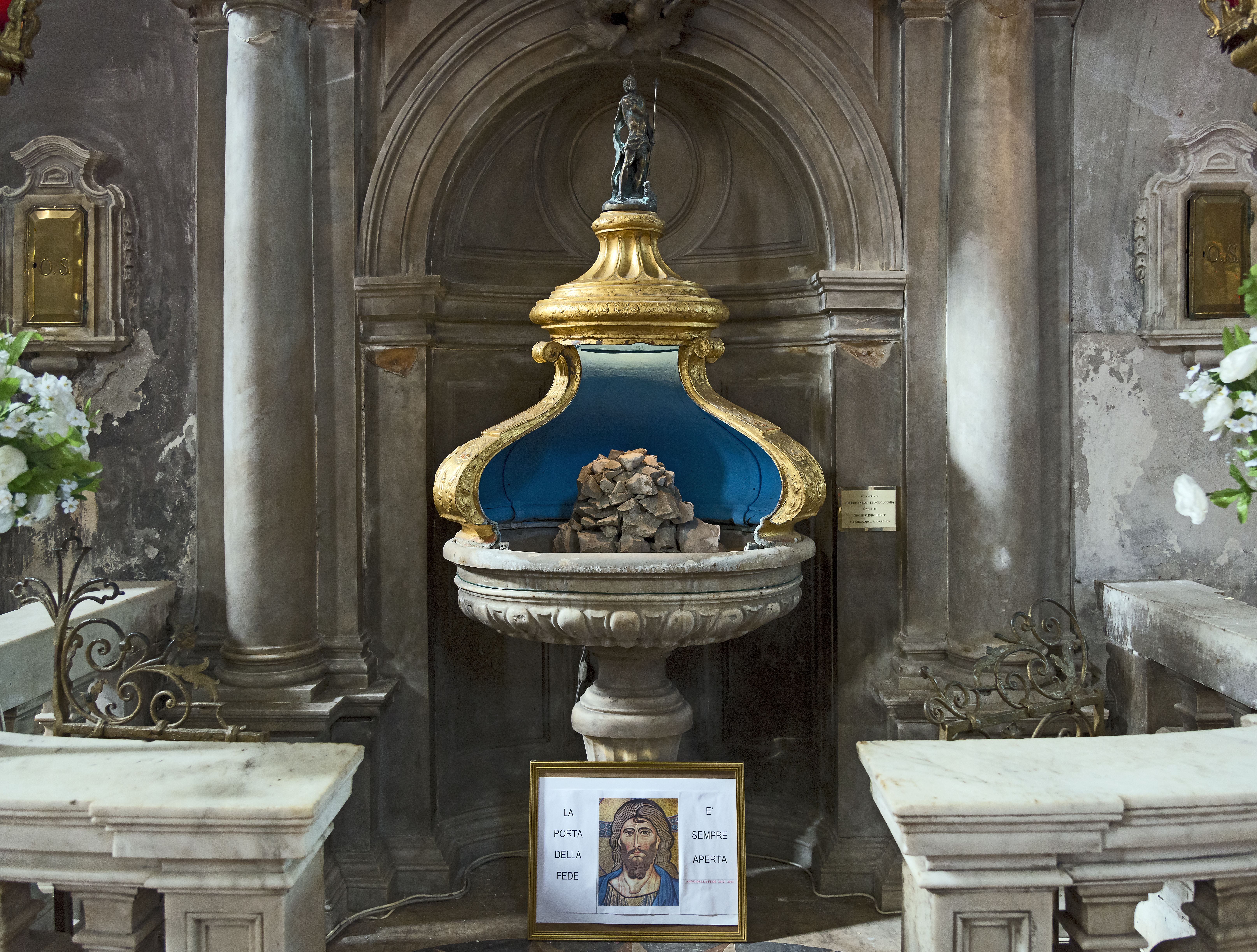
Купіль
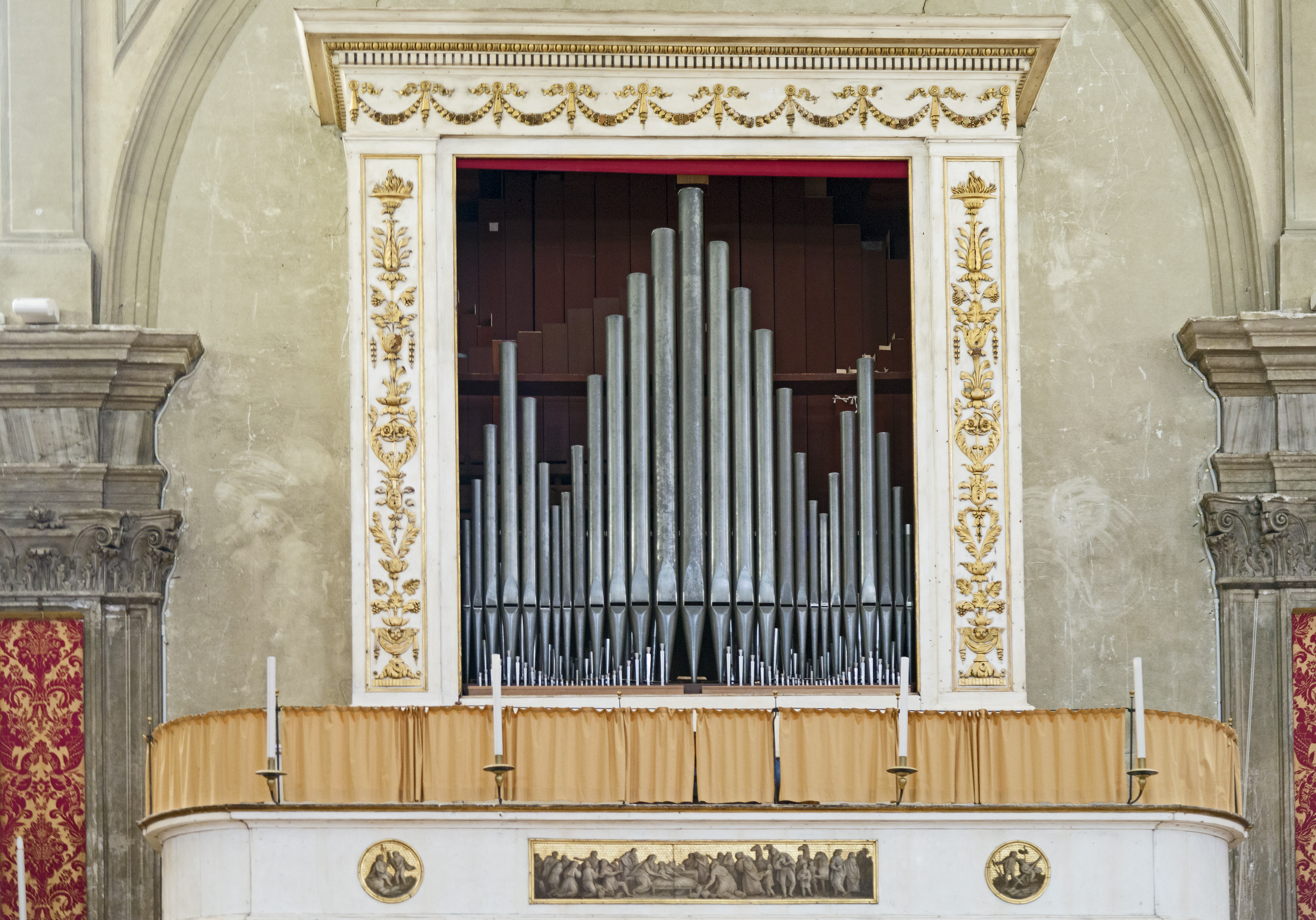
Орган
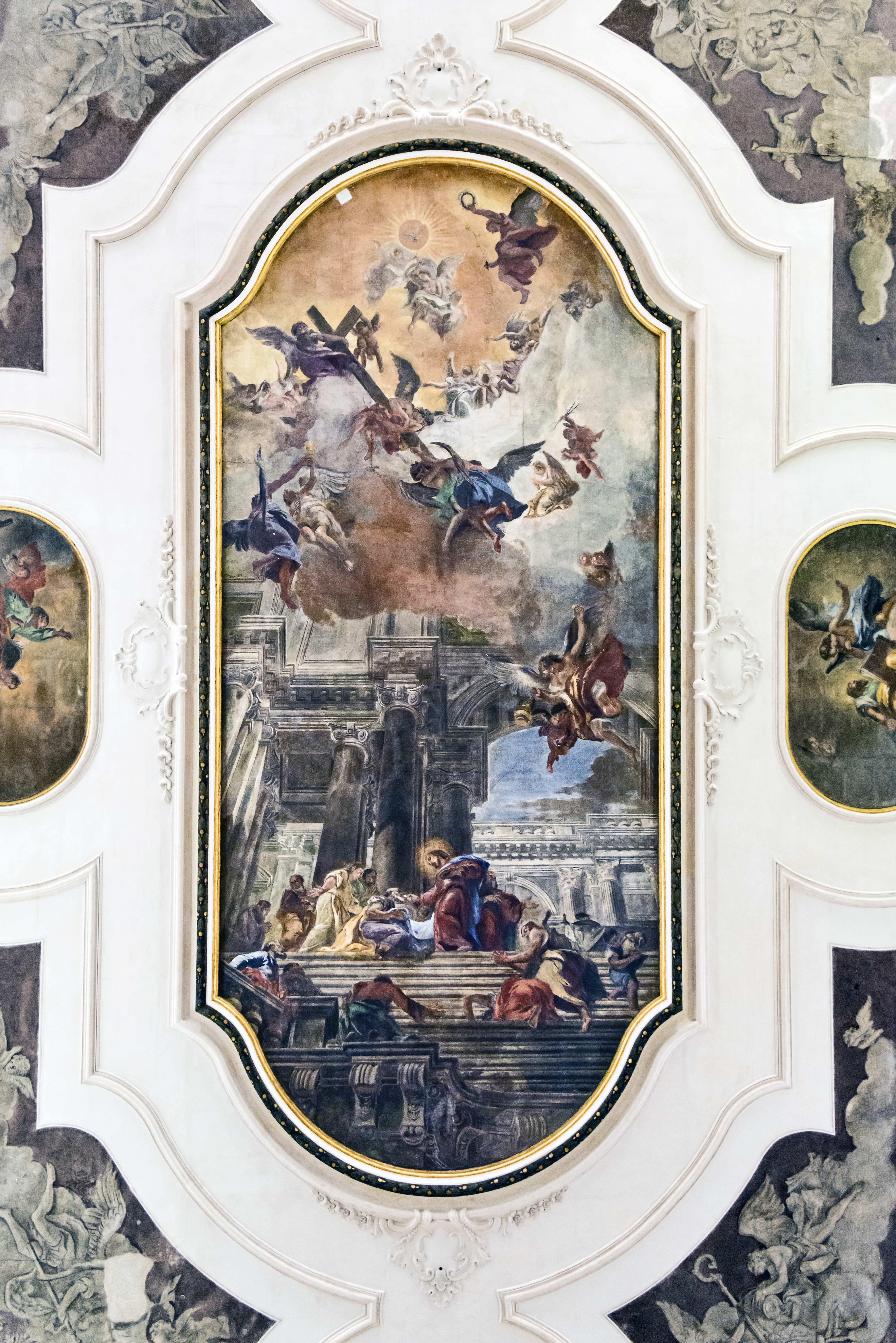
Фабіо Каналь[en]. Тріумф Євхаристії
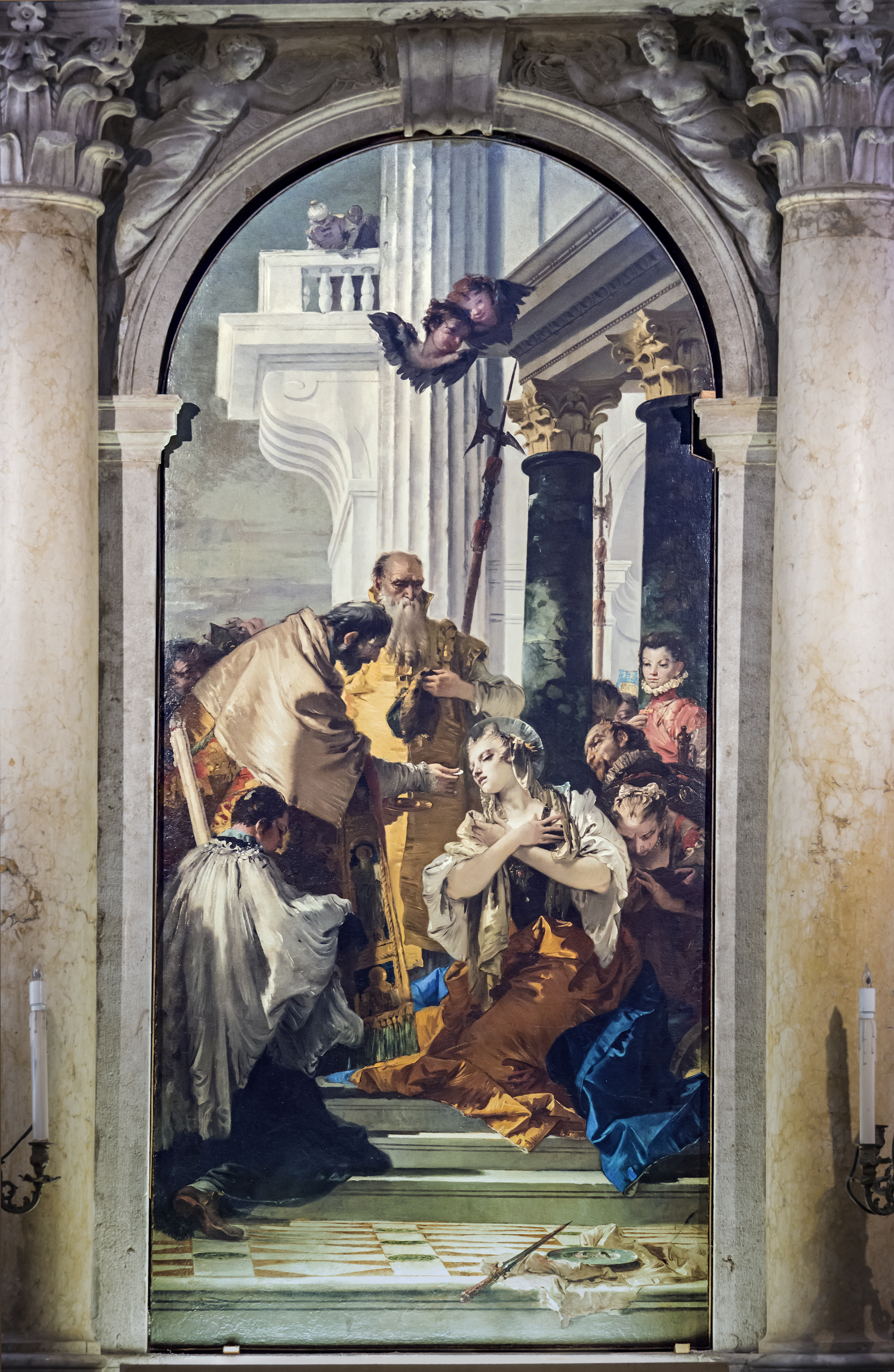
Т'єполо. Останнє причастя Св.Лючії